# Nella buona e nella cattiva sorte
Nella buona e nella cattiva sorte (Honeymoon Academy) è un film statunitense del 1989 diretto da Gene Quintano.